# Willem II der Nederlanden
Willem Frederik George Lodewijk (Den Haag, 6 december 1792 – Tilburg, 17 maart 1849), prins van Oranje-Nassau, was van 7 oktober 1840 tot aan zijn dood koning der Nederlanden, groothertog van Luxemburg en hertog van Limburg.

## Eerste levensjaren

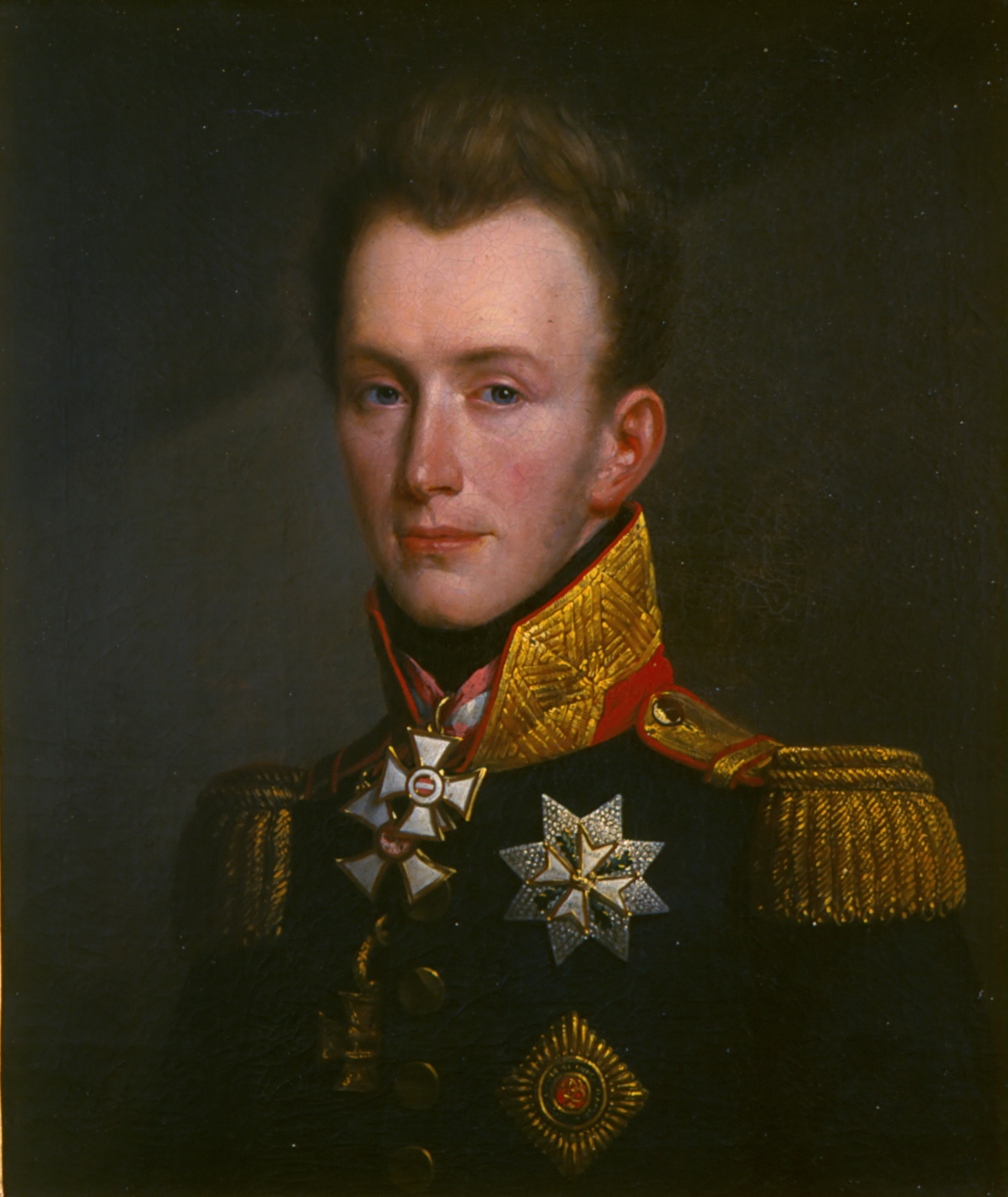
Een jonge Willem

Willem (roepnaam Guillot) werd in 1792 geboren in Den Haag als oudste kind uit het huwelijk van de latere koning Willem I der Nederlanden en Wilhelmina van Pruisen. Zijn grootvaders waren stadhouder Willem V van Oranje-Nassau en koning Frederik Willem II van Pruisen. Hij had een broer: Frederik (1797-1881), en twee zusters: Paulina (1800-1806) en Marianne (1810-1883). Na de Franse invasie in de Republiek der Zeven Verenigde Nederlanden in 1793 vluchtte op 18 januari 1795 de gehele stadhouderlijke familie, onder wie de tweejarige Willem, naar Engeland. Eind april 1796 ging Willem met zijn ouders in Berlijn wonen, soms onderbroken door een zomers verblijf in Silezië op een van zijn vaders landgoederen. Ook maakte hij reizen naar Fulda, Koningsbergen en Brunswijk. In Berlijn werd hij van 1803 tot 1809 opgeleid aan de militaire academie.  Willem raakte hier goed bevriend met de Pruisische prinsen.
Vanaf 1809 tot 1811 studeerde hij aan de Universiteit van Oxford. Rond half december 1809 had een "meisje" Willem 's avonds in Oxford op straat aangesproken en hij was met haar het bed ingedoken voor een bedrag van vijf shilling. Volgens zijn gouverneur Victor de Constant Rebecque zou hij daarbij zijn maagdelijkheid hebben verloren. Het meisje vertelde eenieder dat ze van Willem zwanger was geworden en in de stad en op de universiteit werd er openlijk over gesproken. Willem bevestigde in een brief het voorval aan zijn vader. Hij noemde het een "jeugdzonde" en vroeg om vergiffenis. Constant meende haar na de geboorte van het kind te kunnen afkopen met tweehonderd tot driehonderd Britse pond. Een eerder plan was dat Willem een lange reis ging maken. Door de affaire werd de vertrekdatum vervroegd, zodat hij niet meer aan laster onderhevig zou zijn. De reis van achttien weken ging door Engeland, Schotland en Ierland. Het meisje zou zich uiteindelijk niet meer melden.
Na terugkomst vervolgde hij zijn studies aan Oxford en vervolgens diende hij op het Iberisch schiereiland drie jaar lang in het Engelse leger als een van de aides-de camp van Arthur Wellesley (sinds 1814 ook bekend als de hertog van Wellington), de bevelhebber van het Engelse expeditieleger op het Iberisch schiereiland. Hier maakte hij in 1812 onder andere de zeer bloedige bestorming van het fort van Badajoz en de succesvolle Slag bij Salamanca mee. Hij ontsnapte meermalen maar nipt aan de dood. De reden dat zijn vader zulke ongebruikelijk grote risico's met het leven van de troonopvolger nam, was dat Willem de laatste troefkaart was waar de Oranje-dynastie nog over kon beschikken in een poging om weer een vooraanstaande rol op het Europees toneel te gaan spelen. 
Nadat zijn vader op 30 november 1813 met Engelse steun terugkeerde in de Nederlanden en enkele dagen later soeverein vorst van de Verenigde Nederlanden was geworden, zette Willem enige weken later voet op Nederlandse bodem. Toen zijn vader zich in 1815 in de aanloop naar de Slag bij Waterloo uitriep tot koning van het Verenigd Koninkrijk der Nederlanden werd Willem officieel troonopvolger. In die periode was hij tot de komst van Wellesley opperbevelhebber van de aanwezige geallieerde Engelse, Nederlandse, Belgische en Duitse troepen. Zijn rol met name in de voorbereiding op de Slag bij Quatre-Bras was cruciaal. Hij zag de strategische waarde van Quatre-Bras en had van tevoren goede afspraken gemaakt met de generaals De Constant Rebecque (zijn vroegere gouverneur) en De Perponcher over hoe te handelen in het geval van een Franse aanval langs deze route. Vooral daardoor wist zijn leger van Belgische, Nederlandse, Duitse en Engelse troepen hier onverwachts stand te houden tegen een Franse overmacht onder maarschalk Ney. Zonder dit succes was er geen Slag bij Waterloo geweest. In de Slag bij Waterloo raakte Willem zwaar gewond aan zijn schouder. Ook zijn paard, Wexy, raakte gewond bij die slag. De rest van zijn leven werd hij zowel in binnen- als buitenland gezien als een van de grote helden die Napoleon definitief hadden verslagen.

## Huwelijk en gezin
Van december 1813 tot in juni 1814 was Willem verloofd met de Britse prinses Charlotte, dochter van de latere koning George IV. Deze 'uithuwelijking' was tevergeefs; Charlotte verbrak de verloving en huwde uiteindelijk met Leopold van Saksen-Coburg, de latere koning Leopold I van België. 
Op 21 februari 1816 trad Willem in het huwelijk met Anna Paulowna, een dochter van tsaar Paul I van Rusland. Uit het huwelijk werden vijf kinderen geboren, waarvan er vier de volwassen leeftijd bereikten. Erfopvolging was hiermee veiliggesteld.
| Afbeelding | Naam                                                   | Geboren          | Overleden        | Bijzonderheden |
| ---------- | ------------------------------------------------------ | ---------------- | ---------------- | --- |
| Willem III | Willem Alexander Paul Frederik Lodewijk                | 19 februari 1817 | 23 november 1890 | Huwde 1e: Sophie van Württemberg, 2e: Emma van Waldeck-Pyrmont. De latere koning Willem III.                                                             |
|            | Willem Alexander Frederik Constantijn Nicolaas Michiel | 2 augustus 1818  | 20 februari 1848 | Ongehuwd |
|            | Willem Frederik Hendrik                                | 13 juni 1820     | 13 januari 1879  | Werd door zijn lange carrière in de marine beter bekend als "Hendrik de Zeevaarder". Huwde 1e: Amalia van Saksen-Weimar-Eisenach, 2e: Maria van Pruisen. |
|            | Willem Alexander Frederik Ernst Casimir                | 21 mei 1822      | 22 oktober 1822  | |
|            | Wilhelmine Marie Sophie Louise                         | 8 april 1824     | 23 maart 1897    | Huwde groothertog Karel Alexander van Saksen-Weimar-Eisenach.                                                                                            |

## Biseksualiteit
De seksuele relaties die Willem als kroonprins en koning met mannen onderhield werden door onder anderen Eillert Meeter (1818-1862) beschreven. De koning zou zich hebben omringd met dienaren die hij niet kon ontslaan vanwege wat Meeter de "afschuwelijke motieven" noemde, waarvoor hij hen had aangenomen. Historici hebben Meeter meer dan een eeuw voor leugenaar uitgemaakt, maar in 2004 bleek uit documenten in het Koninklijk Huisarchief dat hij de waarheid heeft geschreven.
Dat Willem een seksueel losbandig leven leidde was ook in Tilburg bekend. Prostitutie was daar, in tegenstelling tot in veel andere garnizoenssteden, niet gereglementeerd en de danspartijen die Willem in besloten sociëteiten bijwoonde werden getolereerd als 'toelaatbaar kwaad'. Willem heeft menig 'bastaardkind' verwekt. Buitenechtelijke relaties waren in de Nederlandse elite op zich geen probleem - onthouding zou slecht zijn voor de gezondheid - maar het diende wel discreet te worden gezocht en heteroseksueel van aard te zijn. Met beide voorwaarden had Willem een probleem.
Met name vanwege zijn seksuele verhoudingen met mannen was hij kwetsbaar voor chantage. In 1819 schakelde Willem de politie in om twee afpersers te arresteren. Van een proces werd afgezien, omdat dat tot ongewenste publiciteit zou leiden. De afpersers werden respectievelijk naar Suriname en Nederlands-Indië gestuurd, voorzien van maandelijkse toelagen (zwijggeld). In 1845 volgde een verbanning van een andere afperser naar de Verenigde Staten. Dreiging met openbaarmaking van zijn seksuele betrekkingen met mannen heeft ook een rol gespeeld bij Willems instemming met de grondwetsherziening van 1848. Reeds in 1833 was Thorbecke op de hoogte van Willems 'sodomie', zoals dat destijds heette.

## Verenigd Koninkrijk der Nederlanden

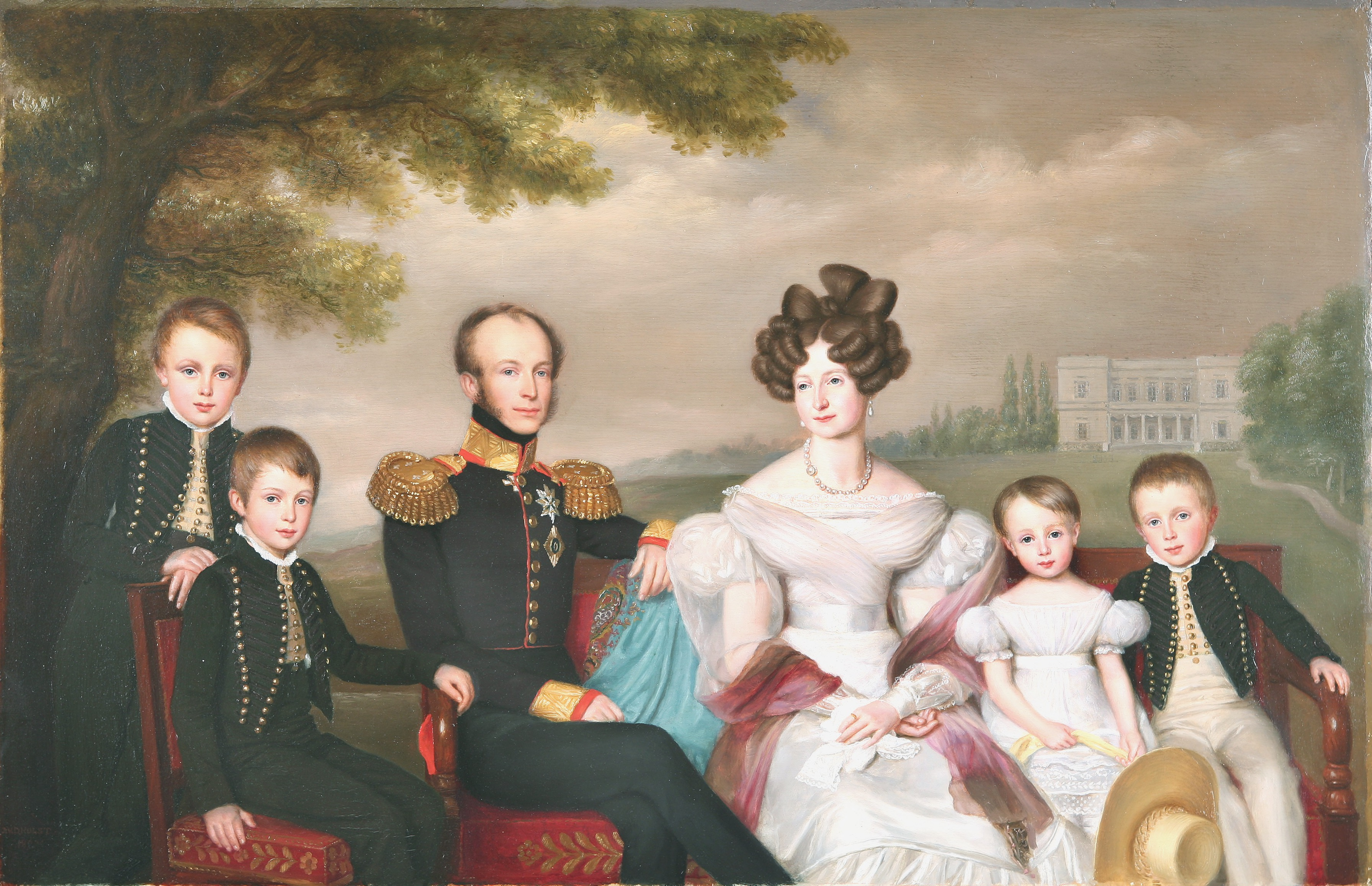
Jean-Baptiste Van der Hulst (1790-1862). Koning Willem II en zijn jonge gezin. Van links naar rechts: prins Willem, prins Alexander, koning Willem II, koningin Anna, prinses Sophie en prins Hendrik.

Nadat zijn vader in 1815 koning werd van de Verenigde Nederlanden werd Willem onder meer minister van Defensie in de regering van zijn vader. Hij verbleef echter meestal in de Zuidelijke Nederlanden in Brussel; ook in de zes maanden per jaar dat de regering zetelde in Den Haag.
In Brussel kwam Willem in 1819 waarschijnlijk via de vrijmetselaarsloge in contact met Marc-René de Voyer de Paulmy d'Argenson en deze stelde hem voor om de Bourbonkoning van de Franse troon te stoten. Na de moord op Karel Ferdinand van Berry raakte het complot in stroomversnelling en werd Willem een kandidaat voor de Franse troon. Toen deze geruchten de Franse regering bereikten, stelde zij ambassadeur Robbert Fagel op de hoogte. Aanvankelijk ontkende Willem zijn betrokkenheid tegenover de Franse gezant en zijn vaders kamerheer, maar hij zocht ook de steun voor zijn project bij de Russische tsaar. Deze raadde hem het plan af. Uiteindelijke bood de Franse regering in februari 1821 haar officiële excuses aan bij kroonprins Willem, vanwege haar aantijgingen zonder hard bewijs.

## Belgische afscheiding, verblijf in Tilburg

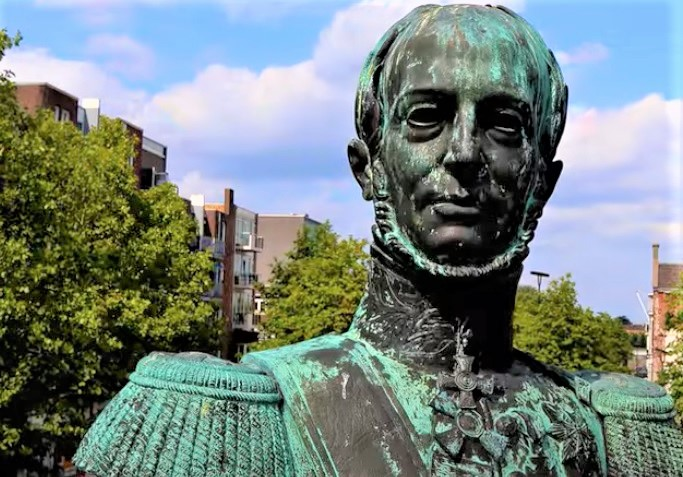
Standbeeld Willem II in Tilburg

In 1829 werd Willem benoemd tot vicepresident van de Raad van State en voorzitter van de ministerraad, wat hij zou blijven tot zijn troonsbestijging in 1840. In deze functies was hij formeel de belangrijkste adviseur van zijn vader.
Op 4 oktober 1830 riep het Belgische 'Voorlopig Bewind' eenzijdig de onafhankelijkheid van de Zuidelijke Nederlanden uit. Deze werd zeer tegen de zin van koning Willem I bekrachtigd door zijn zoon. Willems vader wilde echter de zuidelijke gebieden niet zonder slag of stoot laten gaan, alleen al om een nadelige boedelscheiding te voorkomen. De koning besloot daarom tot een offensief, dat bekend is geworden als de Tiendaagse Veldtocht (2-12 augustus 1831). In juni 1832 verlegde Willem, in de functie van hoofdveldmaarschalk, zijn bedreigd hoofdkwartier te Turnhout, via Den Bosch, naar Tilburg, waar het tot juli 1839 gevestigd bleef.

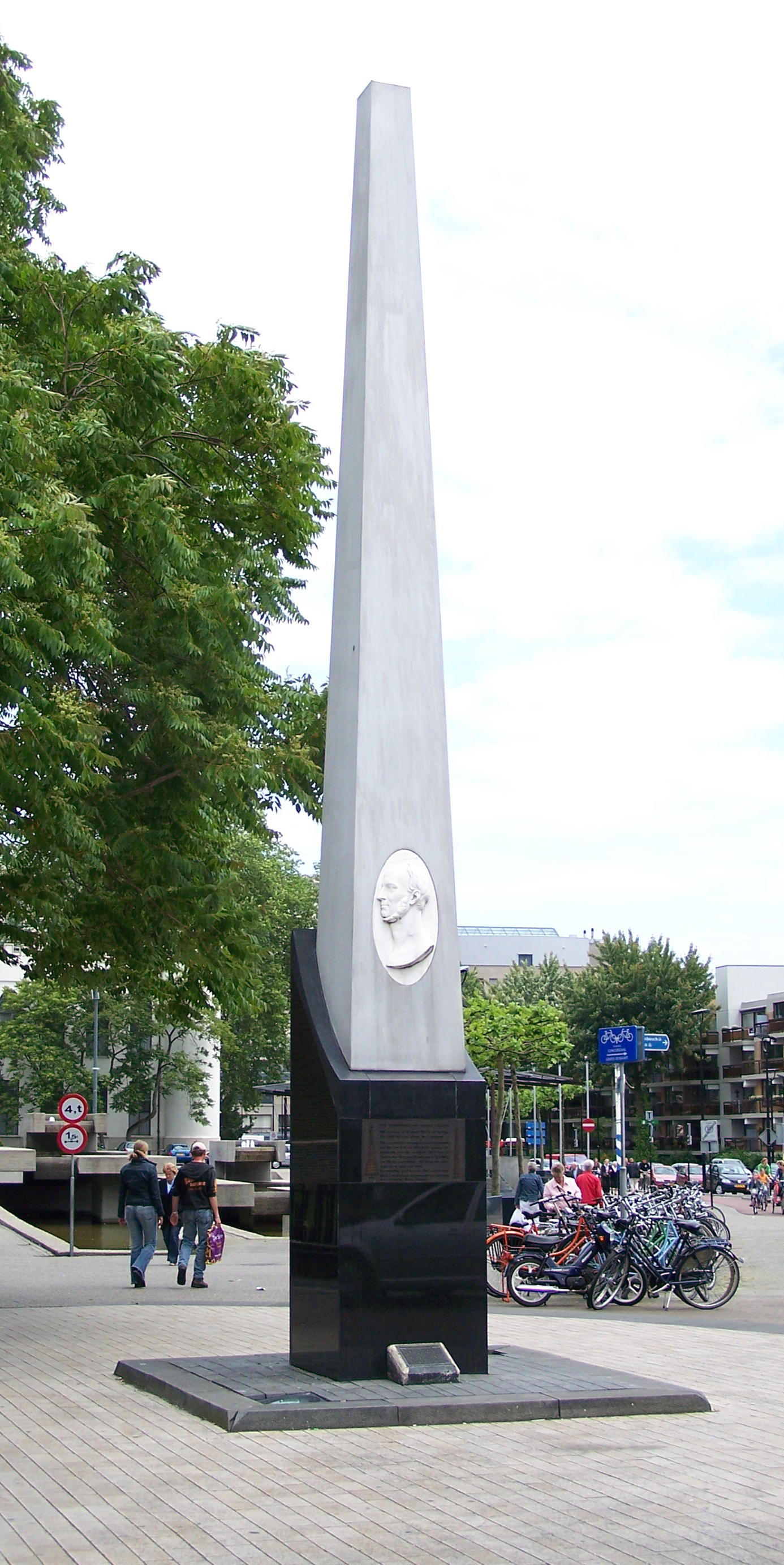
Gedenknaald Willem II in Tilburg

Ook na deze militaire periode kwam Willem nog vaak naar Tilburg. Hij hield ervan in Tilburg het 'eenvoudige' leven te leiden van een vooraanstaand burger te midden van het gewone volk, wars van het Haagse hofleven met al zijn etiquette.
In 1833 kocht Willem even buiten Tilburg het landhuis Koningshoeven van George Schouw, kerkvoogd van de kleine Hervormde Gemeente in de stad. Het was "een tuin met een planken gebouw en koepel, groot 44 roeden en 42 ellen". De bovenverdieping diende tot verblijf, het sous-terrain was stalling. Over deze lustwarande zou Willem gezegd hebben "Hier adem ik vrij en voel ik mij gelukkig". In 1834 kocht hij nog eens drie boerderijen in de omgeving, waaronder 'De Schaapskooi', een voor Nederland toonaangevende schapenfokkerij. Om de twee of drie jaar voerde Willem nieuwe, buitenlandse rasdieren aan. Zo kocht hij in Saksen Spaanse rammen, en ter verbetering van de inlandse schapen importeerde hij eens 42 Silezische ooien en rammen.
Doorgaans logeerde Willem in het huis van koopman Thomas van Dooren in de Heuvelstraat, waar hij herhaaldelijk diners gaf aan de hoofdofficieren en vooraanstaande burgers. Deze laatsten huisvestten ook andere leden van de koninklijke familie. Tot Willems nauwe relaties behoorden de politicus Mutsaers, lakenverver Frankenhoff, wollenstoffenfabrikant Diepen en pastoor Zwijsen, de latere bisschop. In Den Haag werd het vertrouwelijke optreden van de koning en zijn grote vriendschap met Zwijsen niet altijd begrepen of gewaardeerd. In 1841 verkocht Frankenhoff zijn riante woning, later wel 'het oude paleis' genoemd, aan koning Willem II. Toch was de pastorie van Zwijsen nog altijd groter dan Willems woning. Willem hield er maar een kleine hofhouding op na en bewoog zich vaak geheel vrij door de stad, zonder dat iemand hem vergezelde.

## Koningschap

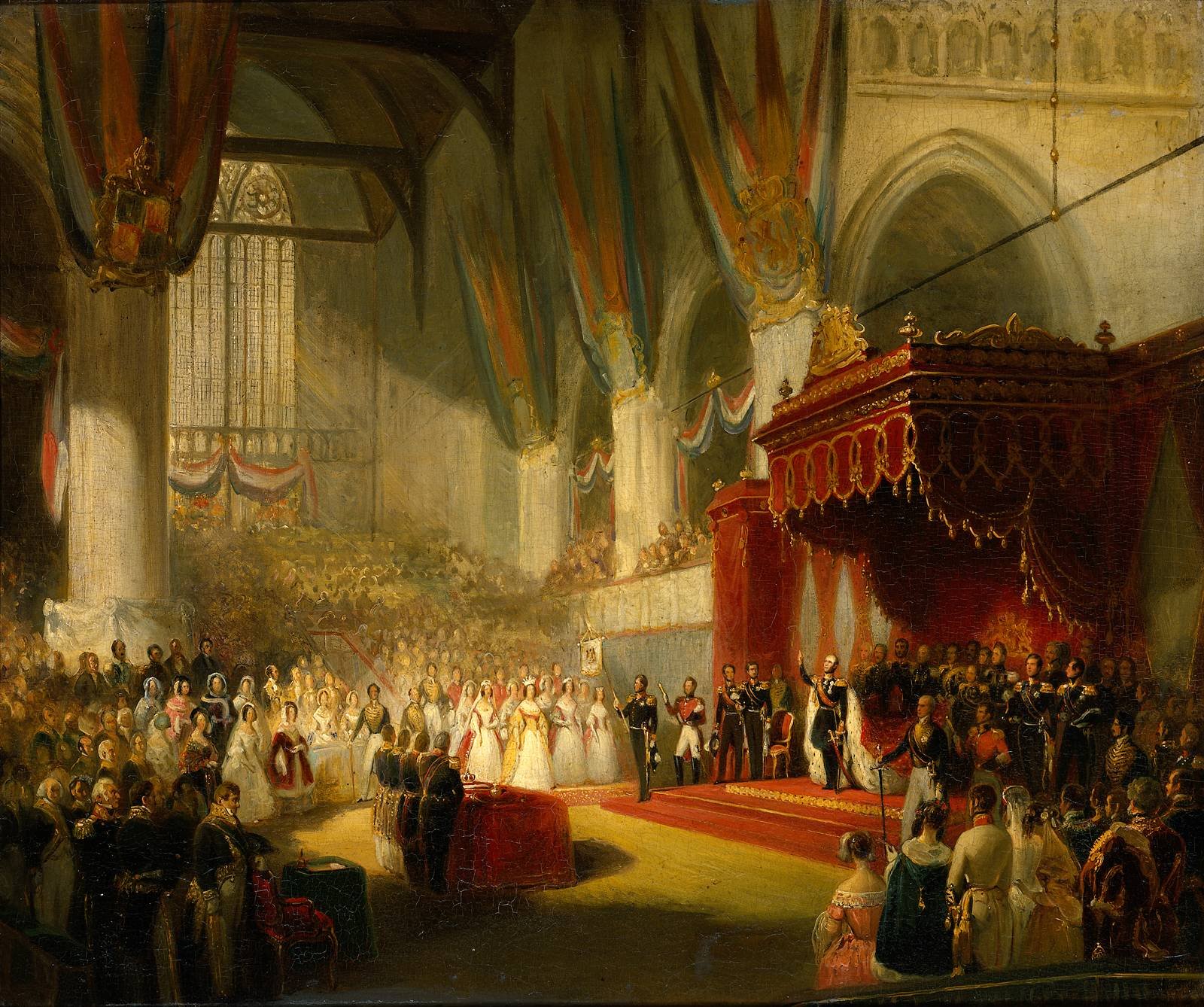
Nicolaas Pieneman (1809-1860). De inauguratie van koning Willem II in de Nieuwe Kerk.

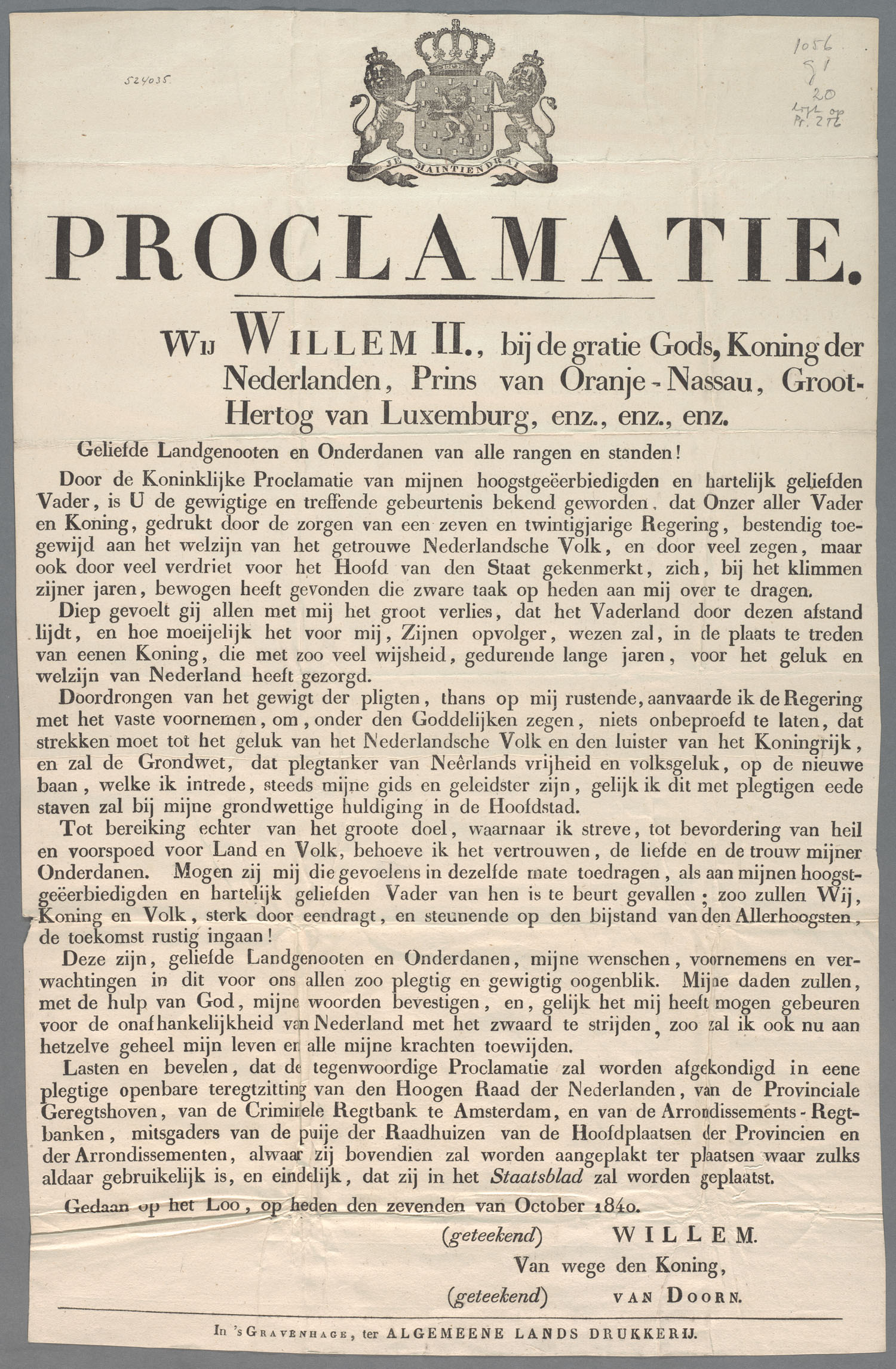
Proclamatie. - Wij Willem II, bij de gratie Gods, Koning der Nederlanden ... Door de koninklijke proclamatie van mijnen ... vader ... aanvaarde ik de regering

Op 7 oktober 1840 besteeg Willem de troon als koning Willem II. Hij was bijna 48 jaar oud en is daarmee tot op heden bij aantreden het oudste Nederlandse staatshoofd. De inhuldigingsplechtigheid vond plaats op 28 november 1840 in de Nieuwe Kerk in Amsterdam.
Onder Willems koningschap was de macht van de vorst al minder dan voordien. De revoluties van 1848 en 1849, waarin Lodewijk Filips I van Frankrijk werd afgezet en andere Europese vorsten met geweld tot concessies werden gedwongen, deden hem vrezen voor zijn troon. Dit is de belangrijkste achtergrond van de Grondwetsherziening van 1848, waar Willem II uit overtuiging mee instemde. Als grap zei de koning tegenover diplomaten, dat hij in één nacht van conservatief verworden was tot liberaal, maar waarschijnlijk ging hier een langer proces aan vooraf en was hij in zijn hart al vrij liberaal. De grondwetsherziening werd hem echter ook afgedwongen: door de omwentelingen elders in Europa en door een groep journalisten en politici, ‘smeerlappen en intriganten’ zoals een minister hen noemde, die op de hoogte waren van zijn biseksuele geaardheid. Zij dreigden met openbaarmaking als hij niet bereid was tot vergaande politieke concessies. De grondwetsherziening zelf was vooral de verdienste van de liberaal Thorbecke, die de nieuwe grondwet bijna volledig had geschreven.

## Neogotisch bouwen
Willem II hield van bouwkunst. In Engeland had hij tijdens zijn studie aan de Universiteit van Oxford belangstelling gekregen voor de 'Gothic revival'. Hij liet de voorgevel van Paleis Kneuterdijk van Daniël Marot naar een ontwerp van De Greef vervangen door de huidige classicistische voorpui en bouwde een groot neogotisch gebouwencomplex achter zijn paleis aan de Kneuterdijk in 's-Gravenhage.

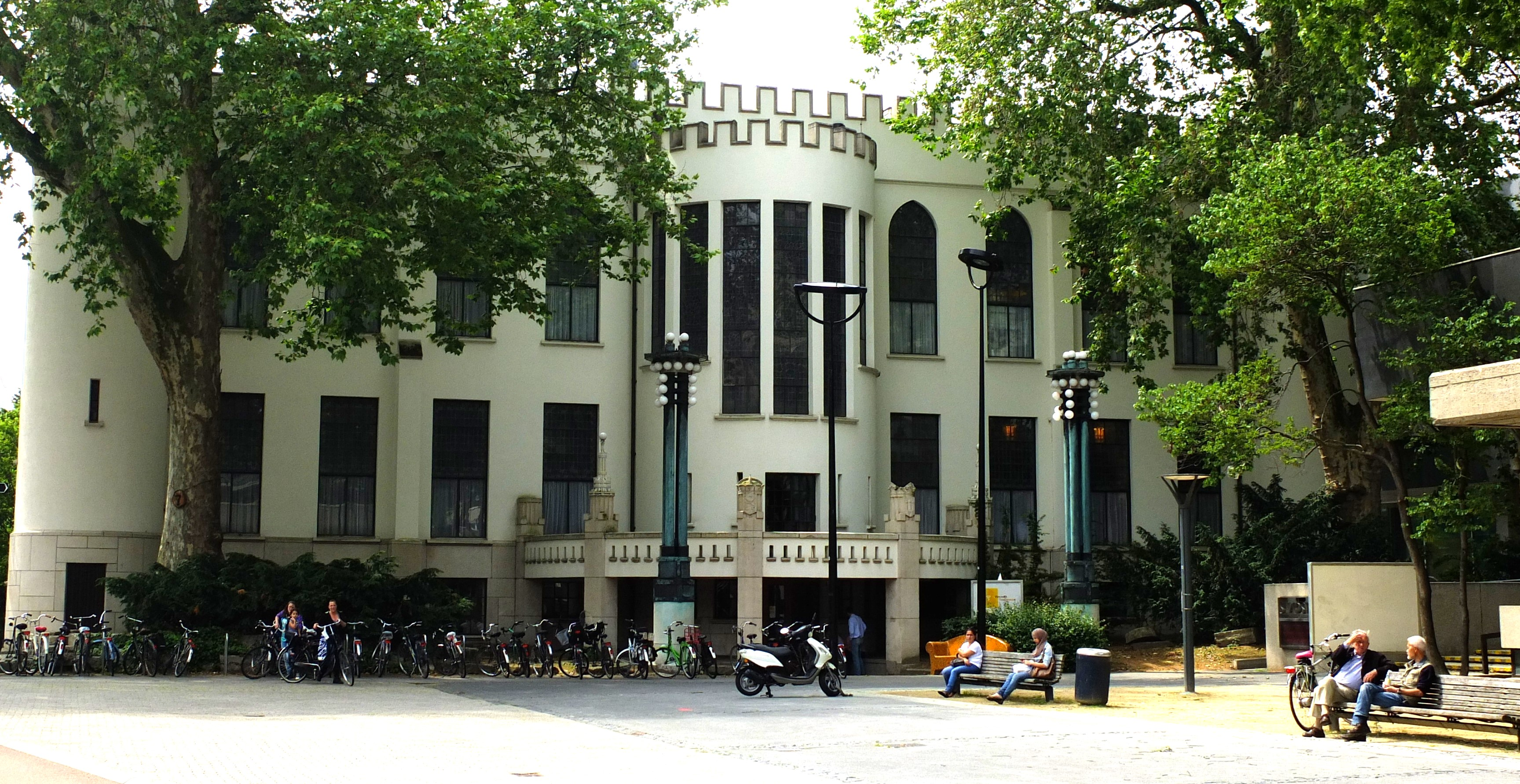
Paleis-Raadhuis te Tilburg

Passend bij zijn nieuwe status besloot Willem ook in Tilburg een neogotisch paleis te bouwen. Hij zou er echter nooit wonen, want vlak voor het paleis gereed kwam stierf hij, in de huiskamer van zijn eerste Tilburgse woning. Van zijn in 1841 gekochte jachtslot Vaeshartelt in Nederlands Limburg liet Willem de ingangspartij verfraaien. Hier heeft hij naar verluidt maar twee keer twee weken doorgebracht. Ook Rheeburg en Zionsburg in Vught werden door hem aangekocht, maar niet verbouwd of uitgebreid. Daarnaast is er voor de koning een gotisch jachthuis in Gorp gebouwd. In Paleis Het Loo liet de koning weinig sporen na. Hij woonde op het nabijgelegen jachtslot, Kasteel Het Oude Loo, dat meer aan zijn voorkeur voor de neogotiek beantwoordde.

## Overlijden

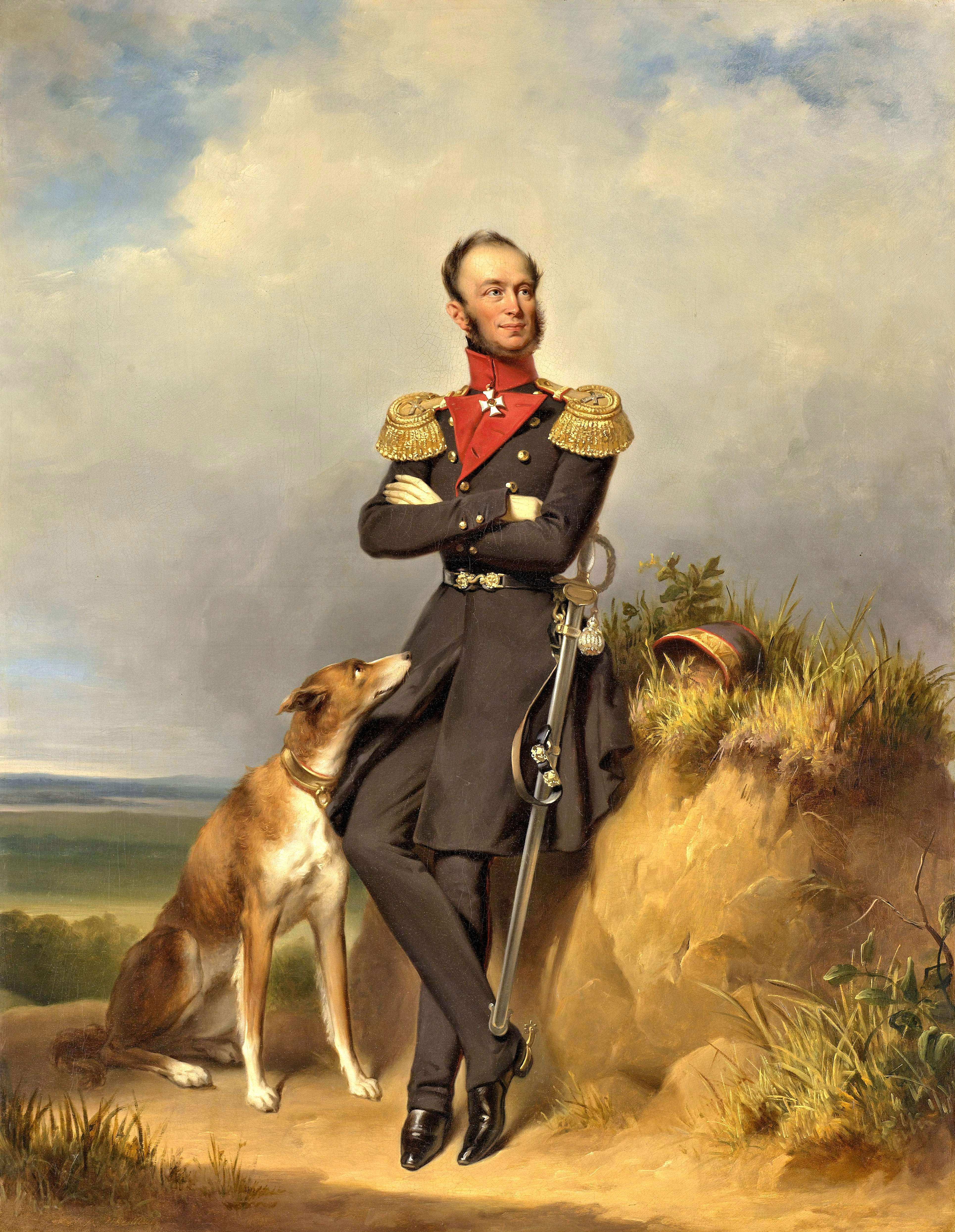
Jan Adam Kruseman (1804-1862). Willem II der Nederlanden in 1840.

Willem II regeerde korte tijd als constitutioneel vorst. In maart 1847 ging zijn gezondheid, die al langere tijd reden tot zorg had gegeven (de koning had op zijn verjaardag, 6 december, een attaque gekregen), hard achteruit. Hij kreeg hartkloppingen en hoge koorts. Er werd vier dagen lang voor zijn leven gevreesd, maar hij knapte toch weer op. Eind april kreeg de koning voor de tweede keer een (nu zwaardere) attaque. Opnieuw werd gevreesd dat hij elk moment kon overlijden, maar hij herstelde alsnog. Desondanks bleef zijn conditie broos en zorgwekkend. Tegelijkertijd ging Willem II gebukt onder zorgen over de gespannen politieke situatie en de ernstige ziekte van zijn tweede zoon Alexander. Diens overlijden in februari 1848 was een zware klap voor de koning. Ook de problemen met zijn oudste zoon, de latere koning Willem III, gingen hem niet in de koude kleren zitten. Kroonprins Willem was het oneens met de grondwetswijziging van 1848, waarmee zijn vader had ingestemd. Hij deed zelfs schriftelijk afstand van zijn rechten en vertrok daarna voor een aantal maanden naar Engeland. Kort daarop kreeg Willem II opnieuw last van hartkloppingen en pijn op zijn borst.
Toen Willem II op 13 februari 1849 de verenigde zitting der beide Kamers van de nieuwe  Staten-Generaal toesprak , werd opgemerkt dat hij er slecht uitzag en een matte, kwijnende indruk maakte. Begin maart wenste de koning zich voor korte tijd terug te trekken in het door hem geliefde Tilburg. Zijn lijfarts raadde hem dit af, maar hij zette zijn wil door. Op 13 maart nam hij afscheid van zijn vrouw en reed per koets naar Rotterdam.
In Rotterdam was Willem II gekleed in een lange mantel met als hoofddeksel zijn typische Russische muts. In de haven wilde hij een in zijn opdracht in aanbouw zijnd stoomjacht bezichtigen. Bij het aflopen van de trap raakte hij met zijn laars verward in zijn mantel en viel van zes treden af. Onmiddellijk daarna stond hij weer op en op de ontstelde vragen reageerde hij met een geruststellend: "Ik gevoel mij wel. Ik verlang niets."
Toen de koning via Geertruidenberg naar Tilburg reisde, werd hij door de menigte toegejuicht. Maar tegen de gewoonte in werd er vanuit het rijtuig niet gereageerd. Het slechte weer deed de koning geen goed en hij had de mantel dicht om zich heen geslagen.

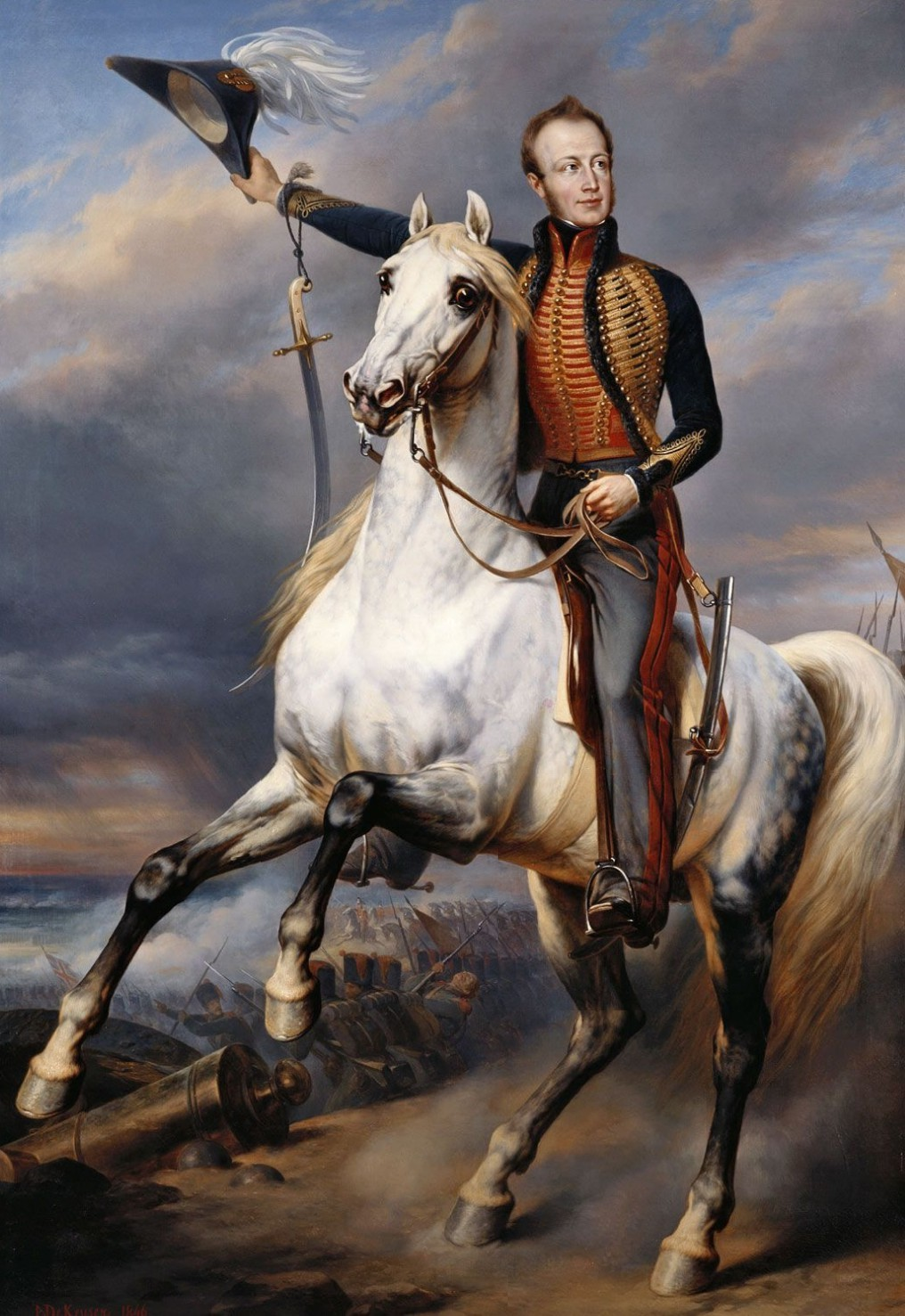
Nicaise de Keyser (1813-1887). Willem II der Nederlanden.

In Tilburg werden de gezondheidsproblemen erger. Willem II was niet meer in staat om staatsstukken te bestuderen. Twee dagen lang was de koning ernstig kortademig. Op 16 maart kwam zijn zoon Hendrik op bezoek, waardoor zijn zin enigszins verbeterde. Toen koningin Anna Paulowna kort daarna ook arriveerde, werd zij niet meer toegelaten. Zij luisterde van achter de deur of zij hem hoorde. Op 17 maart werd zijn toestand zeer kritiek. Even voor drie uur 's nachts kreeg Willem II een ernstige aanval van kortademigheid, waarbij hij zijn arts in de armen vloog. Deze zette hem terug in zijn stoel, waarna de koning stierf. Koningin Anna Paulowna was zo geschrokken dat zij zich gillend op zijn levenloze lichaam wierp. De eerste dagen waakte ze dagelijks bij het stoffelijk overschot. De kamer waarin de koning overleed, werd in exact dezelfde toestand bewaard. Toen het Tilburgse sterfhuis in 1864 gesloopt ging worden, werd het volledige interieur overgeplaatst naar het Koninklijk Huisarchief. Daar stond het tot 1980 opgesteld in de voor dat doel bestemde Tilburgzaal naast de museumzaal.
Het lichaam van Willem II bleef op zijn verzoek ongebalsemd. De overledene werd opgebaard in een zinken kist met glazen deksel en die werd op zijn beurt in een langwerpige zeshoekige lijkkist van mahoniehout gelegd. Op 3 april werd zijn lichaam opgehaald om de volgende dag bijgezet te worden in de grafkelder van de Oranjes in Delft.

## De erfenis
Zijn tijdelijk in Engeland verblijvende zoon, de Prins van Oranje, volgde als koning Willem III zijn vader op. De drie wettige kinderen Willem, Hendrik en Sophie vreesden grote schulden en weigerden aanvankelijk de erfenis te accepteren toen tsaar Nicolaas I, zwager van de overleden koning, zich als schuldeiser meldde. Willem II bleek niet lang voor zijn dood een persoonlijke lening van een miljoen gulden te hebben ontvangen ter vergroting van zijn kunstcollectie, met diezelfde collectie als onderpand. Zijn broer Frederik bleek bereid die schuld onmiddellijk te delgen, met inbegrip van de rente, op voorwaarde dat de befaamde kunstverzameling zou worden geveild. Deze verkoop in 1850 bracht in eerste instantie 771.059 gulden op. Een verkoop van de schilderijen waarvoor op de eerste veiling geen kopers gevonden waren, leverde nog eens 60.694 gulden op. De tsaar ging ermee akkoord om het restbedrag kwijt te schelden in ruil voor een aantal van de overgebleven schilderijen. Toen de daartoe belaste commissie in 1856 uiteindelijk de administratie van Willem II op orde had, bleek hij zoveel grond en huizen te bezitten dat de schulden afbetaald hadden kunnen worden zonder de kunstcollectie te verkopen.
De grote uitbreiding achter Paleis Kneuterdijk bleef jarenlang leegstaan, zodat de galerij en de torens in de loop van de jaren zestig gesloopt moesten worden. Wegens onoordeelkundige bouw moest de zogeheten Marmerzaal die bedoeld was voor de moderne kunst, al eerder afgebroken worden. De wintertuin werd verkocht. Van al deze gebouwen rest nu alleen de Gotische zaal.

## Wetenswaardigheden

Monogram van koning Willem II

- Een groot portret van koning Willem II hangt sinds 1848 in de vergaderzaal van de Eerste Kamer der Staten-Generaal aan het Binnenhof in Den Haag. In dat jaar verloor de koning het grondwettelijk recht de leden van de Eerste Kamer te benoemen. Hij zou het portret geschonken hebben met de woorden: "Ik kan niet bij u komen, daarom wil ik u mijn portret geven, dan ben ik altijd bij u".[23]
- Willem II is de laatste regerende Oranje van wie geen fotoportret bekend is, ondanks dat  tijdens zijn leven al met succes met fotografie werd geëxperimenteerd. Foto's van zijn weduwe, zoon Alexander en stiefmoeder bestaan wel.
- Willem II was in elk geval enige tijd vrijmetselaar, want hij was voor zijn koningschap ingewijd in de Brusselse Loge L'Espérance. Hij wilde echter geen grootmeester worden.[24]
- Willem II had een bewonderaar, Anthony van Tetroode, die in Den Haag in 1850 een stichting oprichtte voor het museum Willem II. Het museum kwam niet echt van de grond en was eerder een boekhandel en een uitgeverij met die naam, hoewel het ongeveer een jaar gevestigd was aan het Lange Voorhout.
- De Tilburgse voetbalclub Willem II is naar koning Willem II vernoemd.

## Portretten

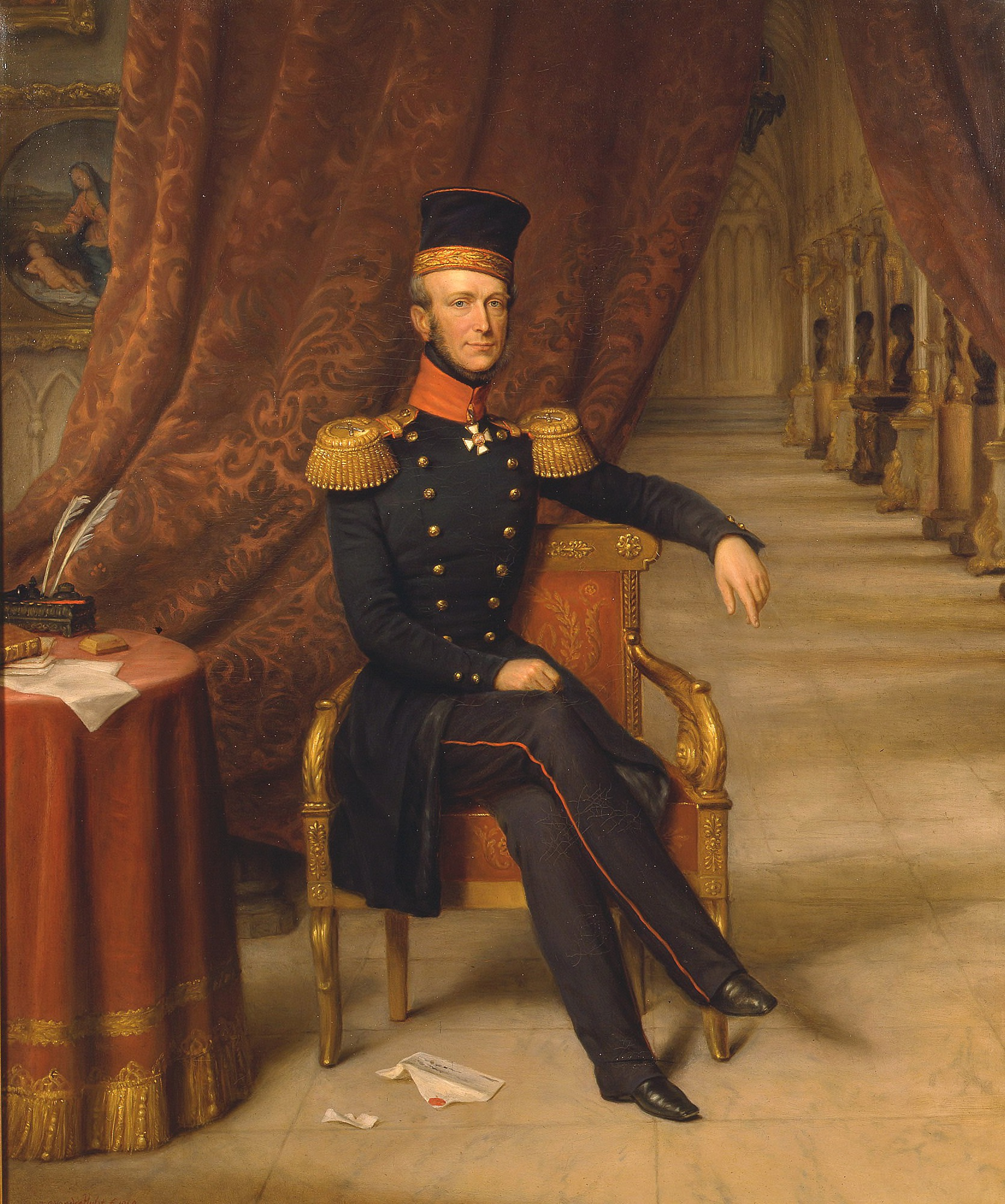
Jean-Baptiste Van der Hulst (1790-1862). Willem II der Nederlanden in 1848.
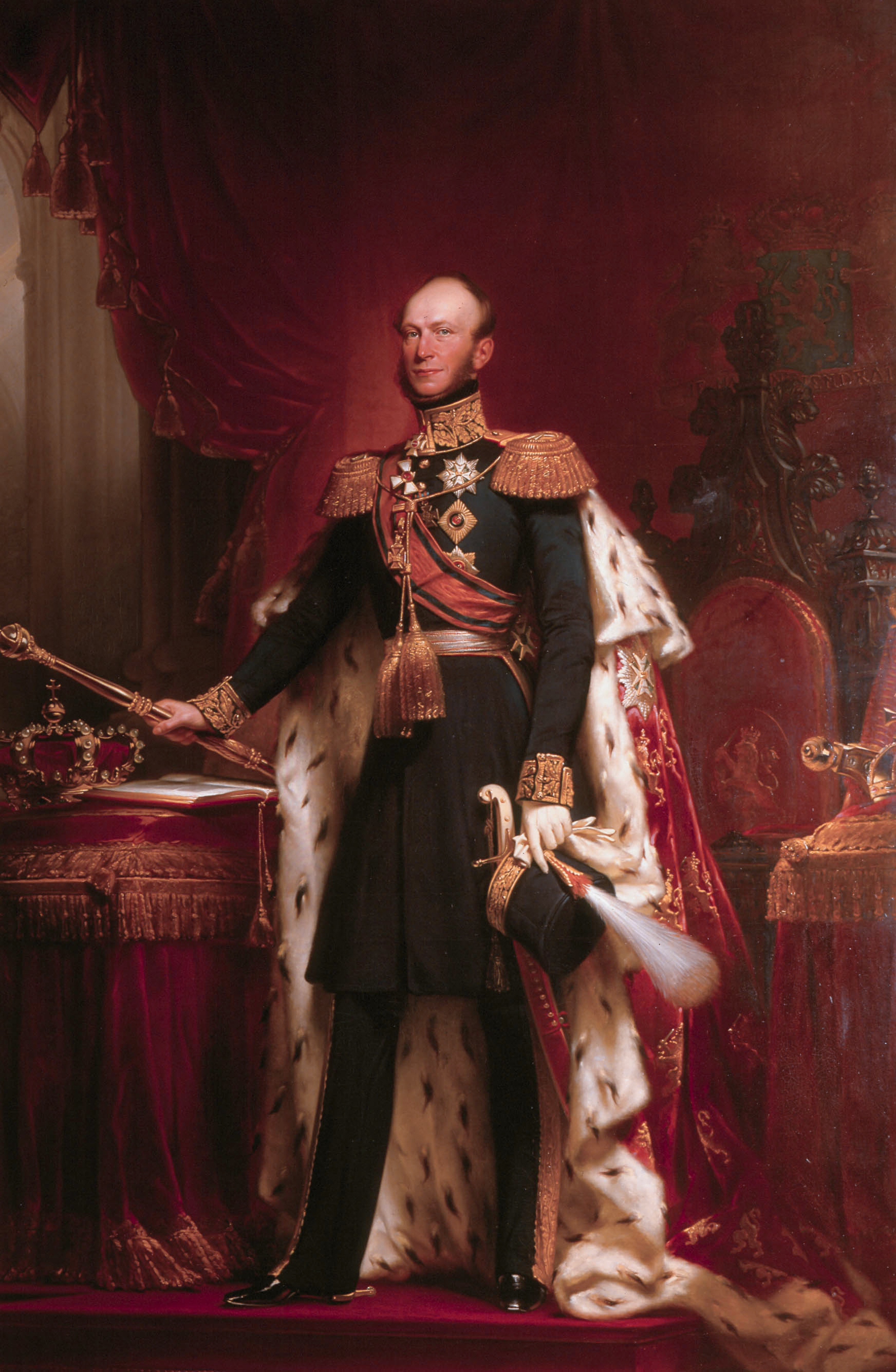
Nicolaas Pieneman (1809-1860). Willem II der Nederlanden.
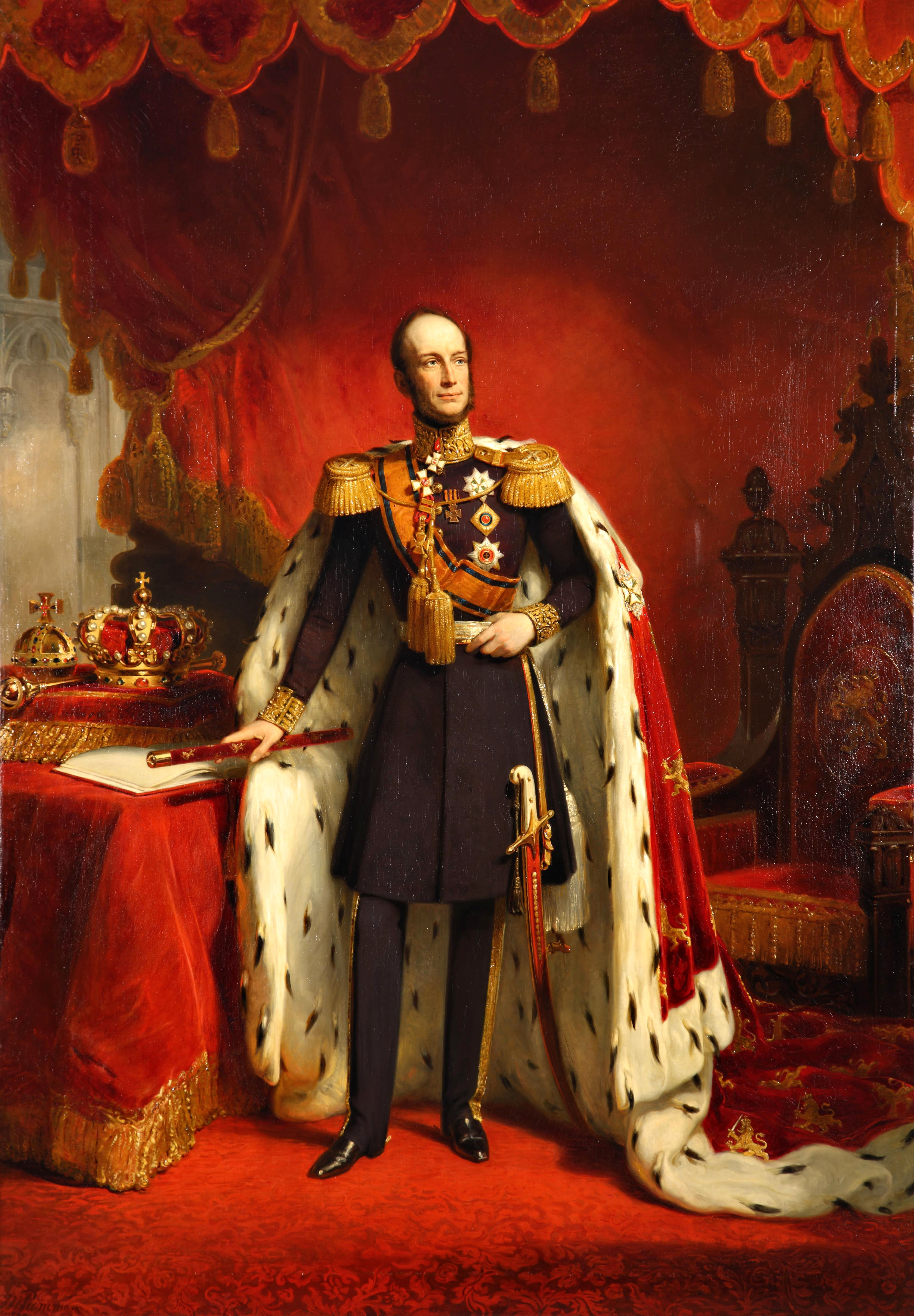
Nicolaas Pieneman (1809-1860). Willem II der Nederlanden.
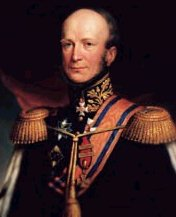
Koning Willem II der Nederlanden.
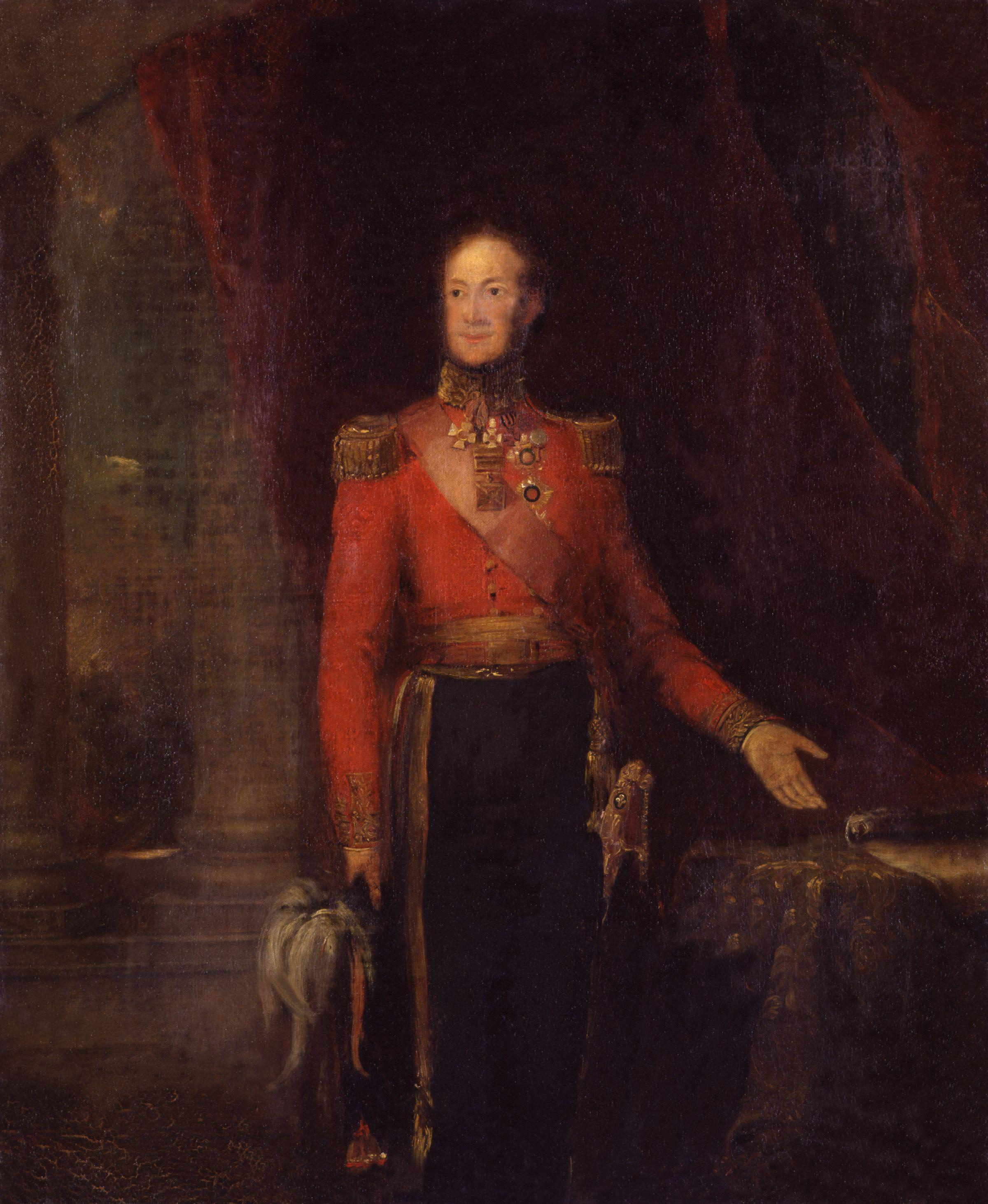
William Salter (1804-1875) William II of Holland.

## Kwartierstaat
| Willem IV van Oranje-Nassau (1711-1751) | Willem IV van Oranje-Nassau (1711-1751) | Willem IV van Oranje-Nassau (1711-1751) | Willem IV van Oranje-Nassau (1711-1751) | Willem IV van Oranje-Nassau (1711-1751) | Willem IV van Oranje-Nassau (1711-1751) | Anna van Hannover (1709-1759)          | Anna van Hannover (1709-1759)          | Anna van Hannover (1709-1759)          | Anna van Hannover (1709-1759)          | Anna van Hannover (1709-1759)        | Anna van Hannover (1709-1759)        |                                       |                                       | August Willem van Pruisen (1722—1758) | August Willem van Pruisen (1722—1758) | August Willem van Pruisen (1722—1758) | August Willem van Pruisen (1722—1758) | August Willem van Pruisen (1722—1758) | August Willem van Pruisen (1722—1758) | Amalia van Brunswijk-Wolfenbüttel (1722-1780) | Amalia van Brunswijk-Wolfenbüttel (1722-1780) | Amalia van Brunswijk-Wolfenbüttel (1722-1780) | Amalia van Brunswijk-Wolfenbüttel (1722-1780) | Amalia van Brunswijk-Wolfenbüttel (1722-1780) | Amalia van Brunswijk-Wolfenbüttel (1722-1780) |  |  | August Willem van Pruisen (1722—1758) | August Willem van Pruisen (1722—1758) | August Willem van Pruisen (1722—1758) | August Willem van Pruisen (1722—1758) | August Willem van Pruisen (1722—1758)      | August Willem van Pruisen (1722—1758)      | Amalia van Brunswijk-Wolfenbüttel (1722-1780) | Amalia van Brunswijk-Wolfenbüttel (1722-1780) | Amalia van Brunswijk-Wolfenbüttel (1722-1780) | Amalia van Brunswijk-Wolfenbüttel (1722-1780) | Amalia van Brunswijk-Wolfenbüttel (1722-1780) | Amalia van Brunswijk-Wolfenbüttel (1722-1780) |                                        |                                        | Lodewijk IX van Hessen-Darmstadt (1719–1790) | Lodewijk IX van Hessen-Darmstadt (1719–1790) | Lodewijk IX van Hessen-Darmstadt (1719–1790) | Lodewijk IX van Hessen-Darmstadt (1719–1790) | Lodewijk IX van Hessen-Darmstadt (1719–1790) | Lodewijk IX van Hessen-Darmstadt (1719–1790) | Henriëtte Caroline van Palts-Zweibrücken (1721-1774) | Henriëtte Caroline van Palts-Zweibrücken (1721-1774) | Henriëtte Caroline van Palts-Zweibrücken (1721-1774) | Henriëtte Caroline van Palts-Zweibrücken (1721-1774) | Henriëtte Caroline van Palts-Zweibrücken (1721-1774) | Henriëtte Caroline van Palts-Zweibrücken (1721-1774) |  |  |  |  |  |  |  |  |  |  |  |  |  |  |  |  |  |  |  |  |  |  |  |  |  |  |  |  |  |  |  |  |  |  |  |  |  |  |  |  |  |  |  |  |  |  |  |  |
| Willem IV van Oranje-Nassau (1711-1751) | Willem IV van Oranje-Nassau (1711-1751) | Willem IV van Oranje-Nassau (1711-1751) | Willem IV van Oranje-Nassau (1711-1751) | Willem IV van Oranje-Nassau (1711-1751) | Willem IV van Oranje-Nassau (1711-1751) | Anna van Hannover (1709-1759)          | Anna van Hannover (1709-1759)          | Anna van Hannover (1709-1759)          | Anna van Hannover (1709-1759)          | Anna van Hannover (1709-1759)        | Anna van Hannover (1709-1759)        |                                       |                                       | August Willem van Pruisen (1722—1758) | August Willem van Pruisen (1722—1758) | August Willem van Pruisen (1722—1758) | August Willem van Pruisen (1722—1758) | August Willem van Pruisen (1722—1758) | August Willem van Pruisen (1722—1758) | Amalia van Brunswijk-Wolfenbüttel (1722-1780) | Amalia van Brunswijk-Wolfenbüttel (1722-1780) | Amalia van Brunswijk-Wolfenbüttel (1722-1780) | Amalia van Brunswijk-Wolfenbüttel (1722-1780) | Amalia van Brunswijk-Wolfenbüttel (1722-1780) | Amalia van Brunswijk-Wolfenbüttel (1722-1780) |  |  | August Willem van Pruisen (1722—1758) | August Willem van Pruisen (1722—1758) | August Willem van Pruisen (1722—1758) | August Willem van Pruisen (1722—1758) | August Willem van Pruisen (1722—1758)      | August Willem van Pruisen (1722—1758)      | Amalia van Brunswijk-Wolfenbüttel (1722-1780) | Amalia van Brunswijk-Wolfenbüttel (1722-1780) | Amalia van Brunswijk-Wolfenbüttel (1722-1780) | Amalia van Brunswijk-Wolfenbüttel (1722-1780) | Amalia van Brunswijk-Wolfenbüttel (1722-1780) | Amalia van Brunswijk-Wolfenbüttel (1722-1780) |                                        |                                        | Lodewijk IX van Hessen-Darmstadt (1719–1790) | Lodewijk IX van Hessen-Darmstadt (1719–1790) | Lodewijk IX van Hessen-Darmstadt (1719–1790) | Lodewijk IX van Hessen-Darmstadt (1719–1790) | Lodewijk IX van Hessen-Darmstadt (1719–1790) | Lodewijk IX van Hessen-Darmstadt (1719–1790) | Henriëtte Caroline van Palts-Zweibrücken (1721-1774) | Henriëtte Caroline van Palts-Zweibrücken (1721-1774) | Henriëtte Caroline van Palts-Zweibrücken (1721-1774) | Henriëtte Caroline van Palts-Zweibrücken (1721-1774) | Henriëtte Caroline van Palts-Zweibrücken (1721-1774) | Henriëtte Caroline van Palts-Zweibrücken (1721-1774) |  |  |  |  |  |  |  |  |  |  |  |  |  |  |  |  |  |  |  |  |  |  |  |  |  |  |  |  |  |  |  |  |  |  |  |  |  |  |  |  |  |  |  |  |  |  |  |  |
|                                         |                                         |                                         |                                         |                                         |                                         |                                        |                                        |                                        |                                        |                                      |                                      |                                       |                                       |                                       |                                       |                                       |                                       |                                       |                                       |                                               |                                               |                                               |                                               |                                               |                                               |  |  |                                       |                                       |                                       |                                       |                                            |                                            |                                               |                                               |                                               |                                               |                                               |                                               |                                        |                                        |                                              |                                              |                                              |                                              |                                              |                                              |                                                      |                                                      |                                                      |                                                      |                                                      |                                                      |  |  |  |  |  |  |  |  |  |  |  |  |  |  |  |  |  |  |  |  |  |  |  |  |  |  |  |  |  |  |  |  |  |  |  |  |  |  |  |  |  |  |  |  |  |  |  |  |
|                                         |                                         |                                         |                                         | Willem V van Oranje-Nassau (1748–1806)  | Willem V van Oranje-Nassau (1748–1806)  | Willem V van Oranje-Nassau (1748–1806) | Willem V van Oranje-Nassau (1748–1806) | Willem V van Oranje-Nassau (1748–1806) | Willem V van Oranje-Nassau (1748–1806) |                                      |                                      |                                       |                                       |                                       |                                       | Wilhelmina van Pruisen (1751-1820)    | Wilhelmina van Pruisen (1751-1820)    | Wilhelmina van Pruisen (1751-1820)    | Wilhelmina van Pruisen (1751-1820)    | Wilhelmina van Pruisen (1751-1820)            | Wilhelmina van Pruisen (1751-1820)            |                                               |                                               |                                               |                                               |  |  |                                       |                                       |                                       |                                       | Frederik Willem II van Pruisen (1744-1797) | Frederik Willem II van Pruisen (1744-1797) | Frederik Willem II van Pruisen (1744-1797)    | Frederik Willem II van Pruisen (1744-1797)    | Frederik Willem II van Pruisen (1744-1797)    | Frederik Willem II van Pruisen (1744-1797)    |                                               |                                               |                                        |                                        |                                              |                                              | Frederika van Hessen-Darmstadt (1751-1805)   | Frederika van Hessen-Darmstadt (1751-1805)   | Frederika van Hessen-Darmstadt (1751-1805)   | Frederika van Hessen-Darmstadt (1751-1805)   | Frederika van Hessen-Darmstadt (1751-1805)           | Frederika van Hessen-Darmstadt (1751-1805)           |                                                      |                                                      |                                                      |                                                      |  |  |  |  |  |  |  |  |  |  |  |  |  |  |  |  |  |  |  |  |  |  |  |  |  |  |  |  |  |  |  |  |  |  |  |  |  |  |  |  |  |  |  |  |  |  |  |  |
|                                         |                                         |                                         |                                         | Willem V van Oranje-Nassau (1748–1806)  | Willem V van Oranje-Nassau (1748–1806)  | Willem V van Oranje-Nassau (1748–1806) | Willem V van Oranje-Nassau (1748–1806) | Willem V van Oranje-Nassau (1748–1806) | Willem V van Oranje-Nassau (1748–1806) |                                      |                                      |                                       |                                       |                                       |                                       | Wilhelmina van Pruisen (1751-1820)    | Wilhelmina van Pruisen (1751-1820)    | Wilhelmina van Pruisen (1751-1820)    | Wilhelmina van Pruisen (1751-1820)    | Wilhelmina van Pruisen (1751-1820)            | Wilhelmina van Pruisen (1751-1820)            |                                               |                                               |                                               |                                               |  |  |                                       |                                       |                                       |                                       | Frederik Willem II van Pruisen (1744-1797) | Frederik Willem II van Pruisen (1744-1797) | Frederik Willem II van Pruisen (1744-1797)    | Frederik Willem II van Pruisen (1744-1797)    | Frederik Willem II van Pruisen (1744-1797)    | Frederik Willem II van Pruisen (1744-1797)    |                                               |                                               |                                        |                                        |                                              |                                              | Frederika van Hessen-Darmstadt (1751-1805)   | Frederika van Hessen-Darmstadt (1751-1805)   | Frederika van Hessen-Darmstadt (1751-1805)   | Frederika van Hessen-Darmstadt (1751-1805)   | Frederika van Hessen-Darmstadt (1751-1805)           | Frederika van Hessen-Darmstadt (1751-1805)           |                                                      |                                                      |                                                      |                                                      |  |  |  |  |  |  |  |  |  |  |  |  |  |  |  |  |  |  |  |  |  |  |  |  |  |  |  |  |  |  |  |  |  |  |  |  |  |  |  |  |  |  |  |  |  |  |  |  |
|                                         |                                         |                                         |                                         |                                         |                                         |                                        |                                        |                                        |                                        | Willem I der Nederlanden (1772–1843) | Willem I der Nederlanden (1772–1843) | Willem I der Nederlanden (1772–1843)  | Willem I der Nederlanden (1772–1843)  | Willem I der Nederlanden (1772–1843)  | Willem I der Nederlanden (1772–1843)  |                                       |                                       |                                       |                                       |                                               |                                               |                                               |                                               |                                               |                                               |  |  |                                       |                                       |                                       |                                       |                                            |                                            |                                               |                                               |                                               |                                               | Wilhelmina van Pruisen (1774-1837)            | Wilhelmina van Pruisen (1774-1837)            | Wilhelmina van Pruisen (1774-1837)     | Wilhelmina van Pruisen (1774-1837)     | Wilhelmina van Pruisen (1774-1837)           | Wilhelmina van Pruisen (1774-1837)           |                                              |                                              |                                              |                                              |                                                      |                                                      |                                                      |                                                      |                                                      |                                                      |  |  |  |  |  |  |  |  |  |  |  |  |  |  |  |  |  |  |  |  |  |  |  |  |  |  |  |  |  |  |  |  |  |  |  |  |  |  |  |  |  |  |  |  |  |  |  |  |
|                                         |                                         |                                         |                                         |                                         |                                         |                                        |                                        |                                        |                                        | Willem I der Nederlanden (1772–1843) | Willem I der Nederlanden (1772–1843) | Willem I der Nederlanden (1772–1843)  | Willem I der Nederlanden (1772–1843)  | Willem I der Nederlanden (1772–1843)  | Willem I der Nederlanden (1772–1843)  |                                       |                                       |                                       |                                       |                                               |                                               |                                               |                                               |                                               |                                               |  |  |                                       |                                       |                                       |                                       |                                            |                                            |                                               |                                               |                                               |                                               | Wilhelmina van Pruisen (1774-1837)            | Wilhelmina van Pruisen (1774-1837)            | Wilhelmina van Pruisen (1774-1837)     | Wilhelmina van Pruisen (1774-1837)     | Wilhelmina van Pruisen (1774-1837)           | Wilhelmina van Pruisen (1774-1837)           |                                              |                                              |                                              |                                              |                                                      |                                                      |                                                      |                                                      |                                                      |                                                      |  |  |  |  |  |  |  |  |  |  |  |  |  |  |  |  |  |  |  |  |  |  |  |  |  |  |  |  |  |  |  |  |  |  |  |  |  |  |  |  |  |  |  |  |  |  |  |  |
|                                         |                                         |                                         |                                         |                                         |                                         |                                        |                                        |                                        |                                        |                                      |                                      |                                       |                                       |                                       |                                       |                                       |                                       |                                       |                                       |                                               |                                               |                                               |                                               |                                               |                                               |  |  |                                       |                                       |                                       |                                       |                                            |                                            |                                               |                                               |                                               |                                               |                                               |                                               |                                        |                                        |                                              |                                              |                                              |                                              |                                              |                                              |                                                      |                                                      |                                                      |                                                      |                                                      |                                                      |  |  |  |  |  |  |  |  |  |  |  |  |  |  |  |  |  |  |  |  |  |  |  |  |  |  |  |  |  |  |  |  |  |  |  |  |  |  |  |  |  |  |  |  |  |  |  |  |
|                                         |                                         |                                         |                                         |                                         |                                         |                                        |                                        |                                        |                                        |                                      |                                      |                                       |                                       |                                       |                                       |                                       |                                       |                                       |                                       |                                               |                                               |                                               |                                               |                                               |                                               |  |  |                                       |                                       |                                       |                                       |                                            |                                            |                                               |                                               |                                               |                                               |                                               |                                               |                                        |                                        |                                              |                                              |                                              |                                              |                                              |                                              |                                                      |                                                      |                                                      |                                                      |                                                      |                                                      |  |  |  |  |  |  |  |  |  |  |  |  |  |  |  |  |  |  |  |  |  |  |  |  |  |  |  |  |  |  |  |  |  |  |  |  |  |  |  |  |  |  |  |  |  |  |  |  |
|                                         |                                         |                                         |                                         |                                         |                                         |                                        |                                        |                                        |                                        |                                      |                                      | Willem II der Nederlanden (1792-1849) | Willem II der Nederlanden (1792-1849) | Willem II der Nederlanden (1792-1849) | Willem II der Nederlanden (1792-1849) | Willem II der Nederlanden (1792-1849) | Willem II der Nederlanden (1792-1849) |                                       |                                       | Frederik der Nederlanden (1797-1881)          | Frederik der Nederlanden (1797-1881)          | Frederik der Nederlanden (1797-1881)          | Frederik der Nederlanden (1797-1881)          | Frederik der Nederlanden (1797-1881)          | Frederik der Nederlanden (1797-1881)          |  |  | Paulina van Oranje-Nassau (1800-1806) | Paulina van Oranje-Nassau (1800-1806) | Paulina van Oranje-Nassau (1800-1806) | Paulina van Oranje-Nassau (1800-1806) | Paulina van Oranje-Nassau (1800-1806)      | Paulina van Oranje-Nassau (1800-1806)      |                                               |                                               | Marianne van Oranje-Nassau (1810-1883)        | Marianne van Oranje-Nassau (1810-1883)        | Marianne van Oranje-Nassau (1810-1883)        | Marianne van Oranje-Nassau (1810-1883)        | Marianne van Oranje-Nassau (1810-1883) | Marianne van Oranje-Nassau (1810-1883) |                                              |                                              |                                              |                                              |                                              |                                              |                                                      |                                                      |                                                      |                                                      |                                                      |                                                      |  |  |  |  |  |  |  |  |  |  |  |  |  |  |  |  |  |  |  |  |  |  |  |  |  |  |  |  |  |  |  |  |  |  |  |  |  |  |  |  |  |  |  |  |  |  |  |  |